# Secolul al IX-lea

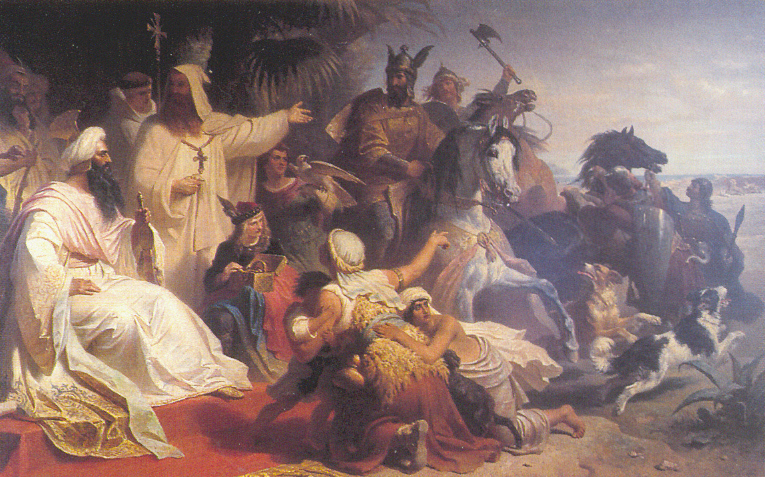
Harun al-Rashid, personalitatea secolului al IX-lea

Nordul Europei, în special teritoriul actual al Regatului Unit, este devastat de raidurile vikingilor. În Imperiul Franc creat de Carol cel Mare începe „renaștererea carolingiană”. 
Pe de altă parte, în Nigeria ia ființă regatul Nri, iar epoca bronzului începea pentru poporul Igbo. Pentru Imperiul Arab aflat în Dinastia Abbasizilor, sub domnia lui Harun al-Rashid, a fost o perioadă de avânt cultural, științific și religios, în timp ce în America Centrală, civilizația mayașă intră în declin. Acest secol reprezintă și sfârșitul procesului de formare al poporului român și intrarea spațiului românesc în Evul Mediu.

## Evenimente
- 800 : Carol cel Mare este încoronat împărat de la Roma de către Papa Leon al III .
- 800 : vele arabe traversează până la Tibru.
- 800 - 909 :  Aghlabids formează o dinastie musulmană independentă în Africa de Nord, cu capitala la Tunis.
- 802 : Jayavarman al II-lea din Cambodgia fondează imperiului khmer și stabilește dinastia Angkoriană.
- 805 - 820 : dinastia Tang: domnia împăratului Xianzong de Tang.
- 809 - 815 : Război între Imperiul Bizantin și Bulgaria.
- 811 : Bătălia de la Pliska: între o forță condusă de către împăratul bizantin Nichifor I și armata bulgară comandată de Khan Krum. Bizantinii sunt înfrânți într-o serie de angajamente, culminând cu moartea lui Nichifor I.
- 813 : În bătălia de la Versinikia bizantinii sunt puternic înfrânți de bulgari.
- 813 : China a fost reunificată.
- . C 813 - C. 915 : Perioada de grave raiduri navale arabe pe malurile Mării  Tireniene și Mării Adriatice.
- 814 : Carol moare la Aachen.
- 815 : Tratatul 30 de ani de la 815 între Bulgaria și Imperiului Bizantin- sfârșitul ostilităților dintre cele două țări.
- 824 : Han Yu a murit.
- 827 - 902 : Aghlabid dinastia colonizează Unite în Sicilia și sudul Italiei, ulterior, raiduri.
- 835 : Incidentul Ganlu.
- 840 : Moartea lui Louis Paraschiva.
- 841 : Dublin este fondat pe coasta de est a Irlandei de către vikingi.
- 843 : Cei trei fii ai lui Louis Piosul ajung la un acord cunoscut sub numele de Tratatul de la Verdun și au împărțit imperiul Carolingian în trei divizii, Francia de Est a fost dată lui Louis germanul, Francia de Vest lui Carol cel Pleșuv și Francia Mijlocie lui Lothar I.
- 845: Vikingii sub comanda lui Ragnar Lodbrok atacă Parisul.Regele Franciei Occidentale se vede nevoit să le plătească o sumă uriașă de bani.
- 845 : Budismul este persecutat și interzis în China.
- 846 - 859 : Împăratul Xuānzong Tang a domnit; El a fost considerat ultimul împărat capabil al dinastiei Tang.
- 848 - 852 : Malul de vest al Tibrului este anexat de Roma. Un zid de apărare, comandat de Papa Leon al IV-lea, este construit în jurul a ceea ce a ajuns să fie numit orașului leonin.
- 850 - 875 : primii coloniști nordici ajung în Islanda.
- 851 : negustorul arab, Suleiman Al-Tajir vizitează China
- 859 : Musulmanii au stabilit Universitatea din Al Karaouine ca o madrasa, în Fez, Maroc.
- 862 : începutul dinastiei Rurik în Rusia
- 863 : Duan Chengshi descrie comerțul cu sclavi, comerțului cu fildeș, și  comerțul cu ambră din Somalia în Africa de Est.
- 862 : Dinastia Bagratuni din Armenia medievală începe cu Ashot I
- 863 - 879 : Perioada Schismei Bisericești dintre est și vest.
- 864 : Creștinarea Bulgariei, în conformitate cu Boris I
- 865: Marea Armată Păgână invadează Anglia și distruge zeci de așezări.Saxonii nu reușesc să le facă față vikingilor,iar pe vremea aceea se părea că toată Anglia va cădea în mâinile vikingilor.Se spune că armata era comandată de copiii lui Ragnar Lodbrok.
- 867 : Renașterea Imperiului Bizantin sub dinastia macedoneană.
- 868 : Ahmad Ibn Tulun părăsește Califatul Abbasid și stabilește independent  dinastia Tulunid
- 869 : Un cutremur și tsunami au lovit coasta Sanriku, provocând moartea a 1.000 de oameni.
- 870 : Castelul Praga este fondat.
- 871 - 899 : Domnia lui Alfred cel Mare.
- 875 - 884 : Huang Chao, conduce o revoltă nereușită împotriva dinastiei Tang din China.
- 878 : Bătălia de la Ethandun : victoria lui Alfred cel Mare asupra lordului războinic danez Guthrum.
- 885 : Sosirea uceniciilor. Chiril și Metodie, Clement de Ohrid și Naum din Preslav în Bulgaria. Dezvoltarea alfabetului chirilic.
- 893 : Consiliul din Preslav - Vladimir este detronat și îl succede ca principe al Bulgariei după Simeon I, capitala este mutată de la Pliska la Preslav, clerului bizantin este eliminat și înlocuit cu Bulgaria; limba bulgară devine limba oficială a țării.
- 895 / 896 :  maghiarii sosesc în Panonia.
- Bulgaria, se întinde de la gura de vărsare a Dunării în Epir și Bosnia.

## Oameni importanți

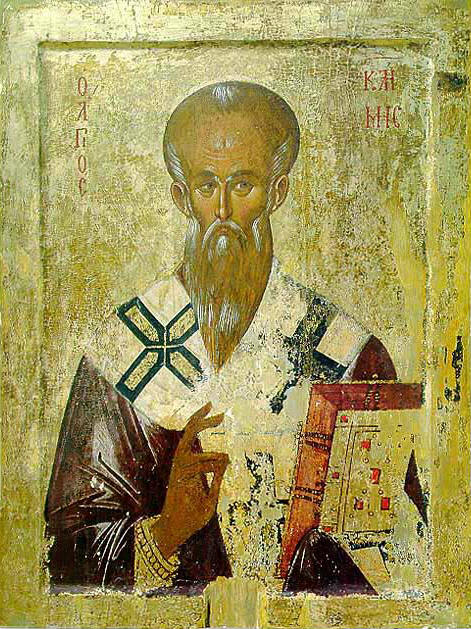
Clement din Ohrid

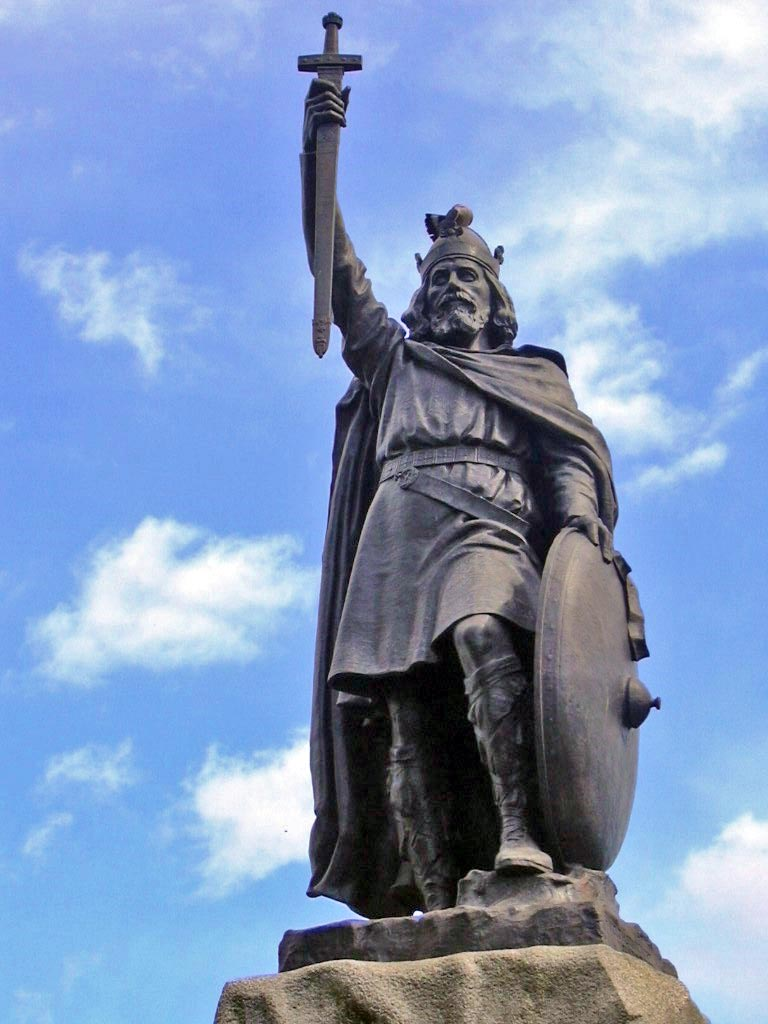
Alfred cel Mare

- Ludovic Piosul (778–840), rege al francilor și împărat al Occidentului
- Carol cel Pleșuv (823–877), rege al francilor de vest și împărat al Occidentului
- Adi Sankara
- Al-Jahiz
- Alfred cel Mare
- Arnulf de Carintia
- Árpád, Mare Cneaz al maghiarilor
- Vasile I Macedoneanul
- Boris I al Bulgariei
- Împărăteasa Irina din Atena
- Clement din Ohrid
- Han Yu
- Harald I al Norvegiei
- Huang Chao
- Harun al-Rashid
- Krum, khan a Bulgariei
- Kenneth I al Scoției
- Li DeYu
- Naum din Preslav
- Niu Sengru
- Papa Johanna
- Rurik
- Simeon I al Bulgariei
- Sfinții Chiril și Metodiu
- Taizu
- Wang Kon
- Wang Xianzhi
- Împăratul Xianzong de Tang
- Împăratul Xuānzong de Tang

## Invenții, descoperiri

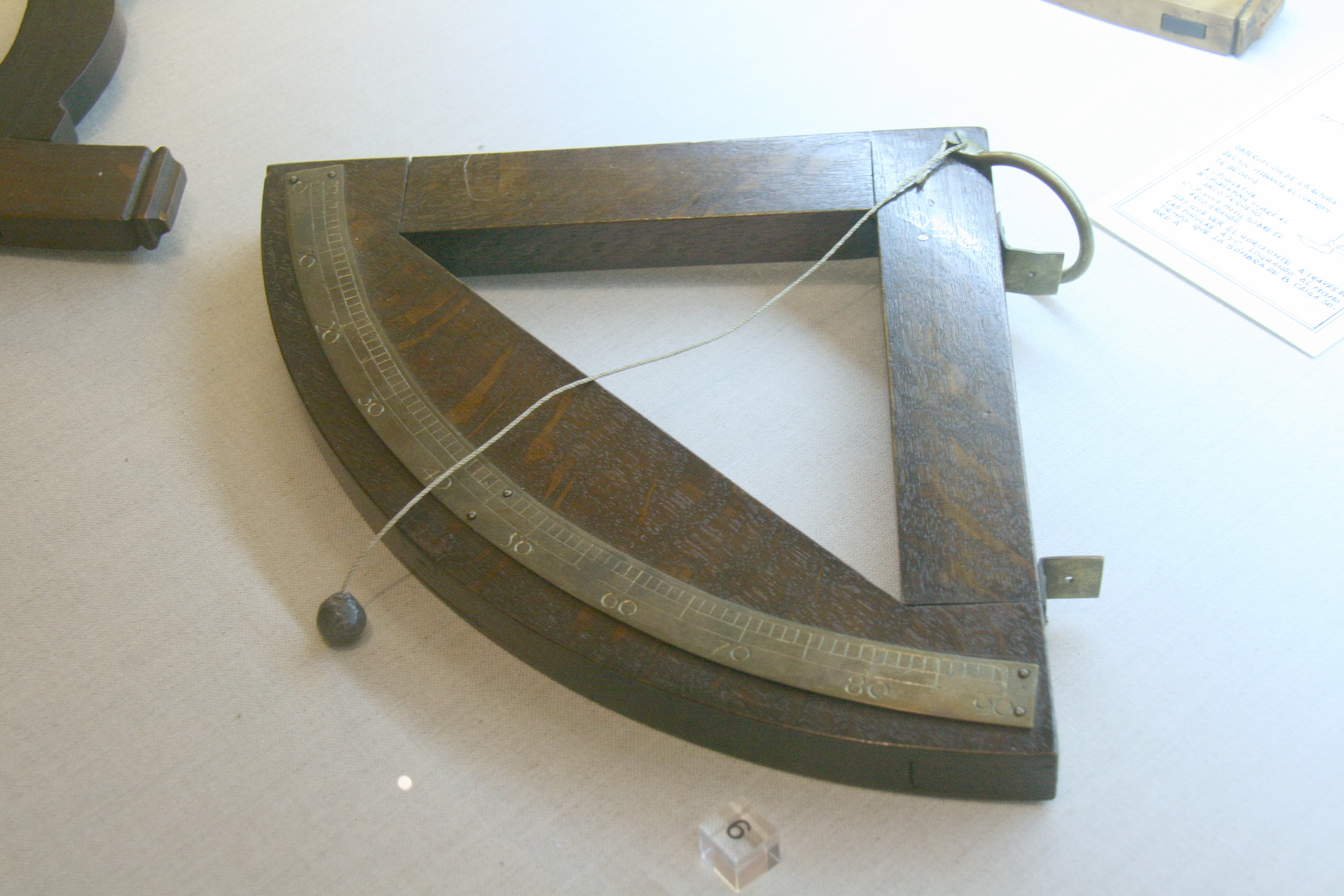
Cuadrant

- Al-Khwarizmi (Al-Horezmi): cuadrantul (cu diverse variante și îmbunătățiri)
- 800–857: Ziryab:
  - deodorantul [1]
  - salonul de înfrumusețare
  - buclarea părului
  - depilatorul chimic
- 800–873: frații Banū Mūsā:
  - robinetul, valva cu plutitor
  - dispozitive hidraulice de autoreglare
  - automatul de cântat[2]
  - felinarul cu petrol[3]
  - 800–1000: Afganistan, Pakistan, Iran:
  - moara de măcinat acționată eolian[4]
  - rafinarea zahărului
- primele mari universități islamice
- Iran: ceramica faianței
- China: praful de pușcă
- Arabia: turbină hidraulică
- Bagdad: cadran solar
- Afganistan: moară de vânt cu ax vertical
- Azerbaijan: puțuri de petrol[5]
- 801–873: Al-Kindi: extracția etanolului
- 801–1000: Al-Kindi, Al-Razi, Qusta ibn Luqa, Al-Jazzar, Al-Masihi: problema reziduurilor menajere urbane
- 810–887: Abbas ibn Firnas (Al-Andalus):
  - obținerea sticlei din silicați
  - strămoșii ochelarilor[5]
  - sticla din prelucrarea cuarțului
  - metronomul
- 813–833: școala medicală lui Al-Ma'mun[6]
- 827: Al-Ma'mun: mecanism ce imită cântecul păsării
- 836–1000: Rhazes, Thabit ibn Qurra, Ibn Al-Jazzar: tratamentul disfuncției erectile[7]
- 852: parașuta (Abbas ibn Firnas, Al-Andalus)
- 853–929: tubul de observație (un tip de lunetă dar fără lentile, care însă elimină interferența luminii) (Al-Battani)
- 859: universitate fondată de prințesa Fatima al-Fihri
- 865–900: kerosenul (Al-Razi, Irak)[5], lampa cu kerosen
- 865–925: Al-Razi:
  - săpunul solid[8]
  - bazele chemoterapiei[9]
  - utilizarea antisepticelor[5]

## Decenii și ani
| Anii 790 | 790 | 791 | 792 | 793 | 794 | 795 | 796 | 797 | 798 | 799 |
| Anii 800 | 800 | 801 | 802 | 803 | 804 | 805 | 806 | 807 | 808 | 809 |
| Anii 810 | 810 | 811 | 812 | 813 | 814 | 815 | 816 | 817 | 818 | 819 |
| Anii 820 | 820 | 821 | 822 | 823 | 824 | 825 | 826 | 827 | 828 | 829 |
| Anii 830 | 830 | 831 | 832 | 833 | 834 | 835 | 836 | 837 | 838 | 839 |
| Anii 840 | 840 | 841 | 842 | 843 | 844 | 845 | 846 | 847 | 848 | 849 |
| Anii 850 | 850 | 851 | 852 | 853 | 854 | 855 | 856 | 857 | 858 | 859 |
| Anii 860 | 860 | 861 | 862 | 863 | 864 | 865 | 866 | 867 | 868 | 869 |
| Anii 870 | 870 | 871 | 872 | 873 | 874 | 875 | 876 | 877 | 878 | 879 |
| Anii 880 | 880 | 881 | 882 | 883 | 884 | 885 | 886 | 887 | 888 | 889 |
| Anii 890 | 890 | 891 | 892 | 893 | 894 | 895 | 896 | 897 | 898 | 899 |
| Anii 900 | 900 | 901 | 902 | 903 | 904 | 905 | 906 | 907 | 908 | 909 |